# Plaza 25 de Mayo (Resistencia)

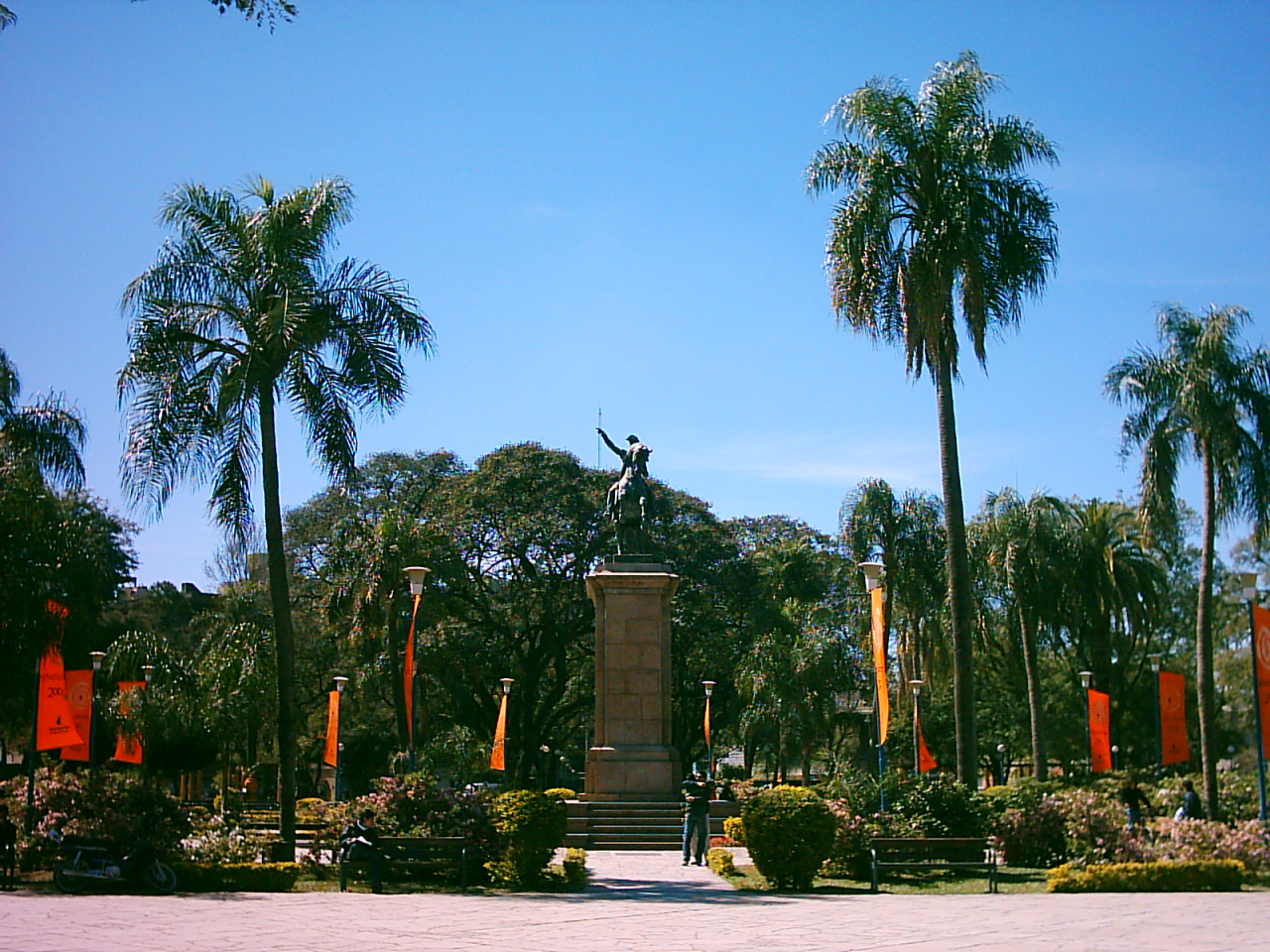
Centro de la plaza 25 de Mayo de 1810

La plaza 25 de Mayo de 1810 está ubicada en la ciudad de Resistencia, Argentina. Es la plaza principal de esta ciudad, capital de la Provincia del Chaco. El nombre alude al 25 de mayo de 1810, fecha cúlmine de la Revolución de Mayo, en la que se instauró el primer gobierno patrio de la República Argentina.
Es considerada un excelente jardín botánico, al contar con numerosos ejemplares de palmeras, palos borrachos, ceibos, algarrobos, lapachos, quebrachos colorados, urundays, tipás, entre otros. 

## Descripción

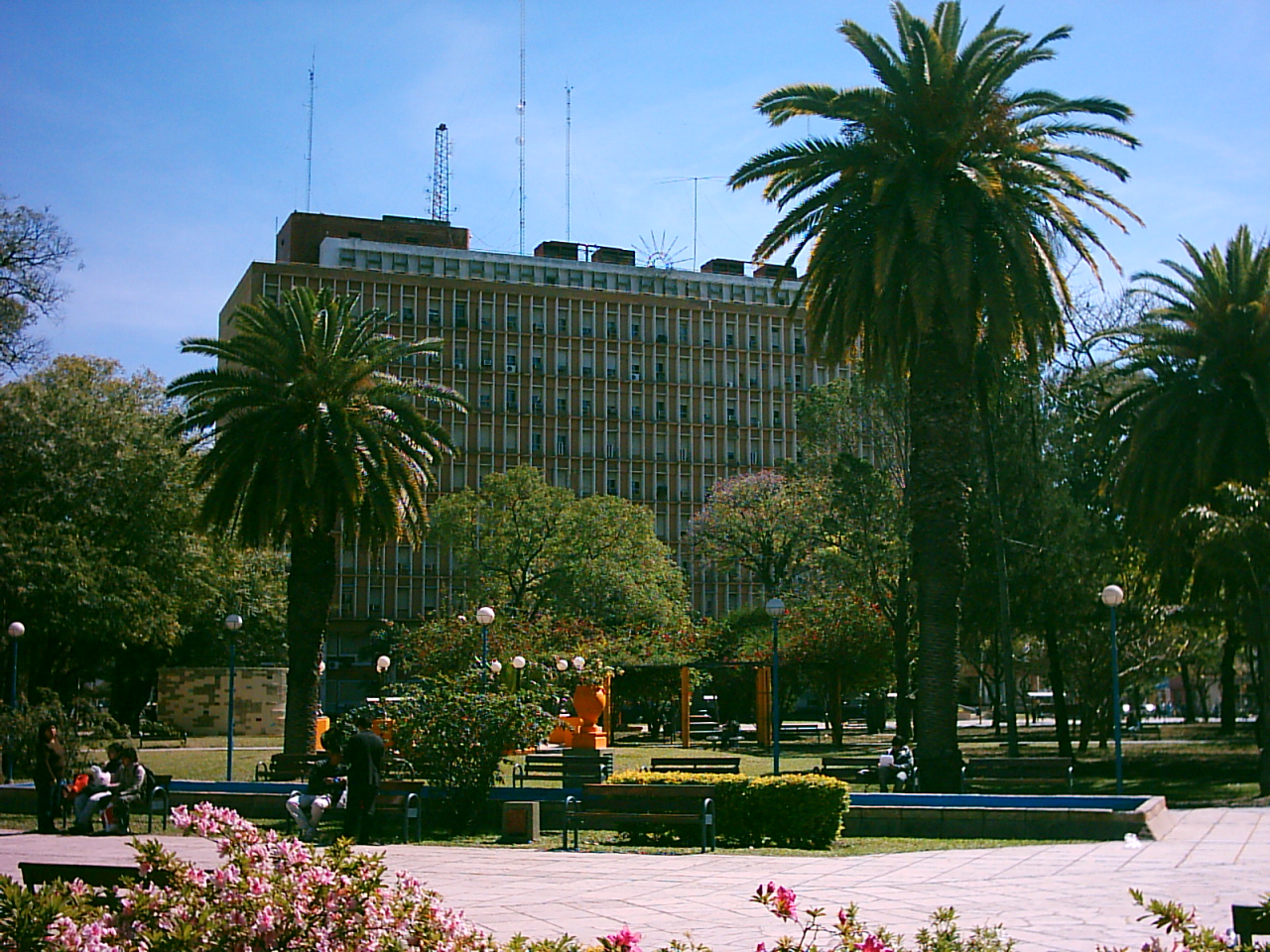
Desde el centro de la plaza se observa la Casa de Gobierno del Chaco.

De las cuatro aristas se forman veredas diagonales que se unen en una explanada central adornada con ocho fuentes y en cuyo centro se erige una estatua ecuestre del General José de San Martín, prócer de la independencia argentina. Algunas obras de arte presentes entre los espacios verdes son las siguientes: una estatua de Eva Perón, completamente realizada en bronce sobre un pedestal; una cruz en memoria a los fallecidos en la masacre de Margarita Belén; diversos murales; y un monumento a Roma, con una estatua de Rómulo y Remo siendo amamantados por la loba en lo alto de dos columnas (obsequiado a la ciudad de Resistencia por parte de la Comunidad Italiana).
Esta plaza es un verdadero punto de referencia para la orientación dentro de la urbe, pues de ella nacen las cuatro avenidas principales, de las que luego derivan las demás calles de la ciudad.
Estas avenidas son:
- Av. Sarmiento (orientación NE): se conecta con la autopista Nicolás Avellaneda. Sus plazoletas son lugar de reuniones y esparcimiento, ideal para caminar y practicar gimnasia al aire libre.
- Av. 9 de Julio (orientación SE): se comunica con la ciudad portuaria de Barranqueras.
- Av. Alberdi (orientación SO): se ubica a 100 metros de las calles Peatonales, Juan D. Perón y Arturo Illía, principal centro comercial de la ciudad.
- Av. 25 de Mayo (orientación NO): se conecta con la Ruta Nacional 11.

La plaza es el centro político, comercial, social y administrativo de la ciudad, al estar rodeada de significativos edificios como la Iglesia Catedral, el Colegio N.º 1, la Casa de Gobierno (sede del gobierno provincial), La Casa de las Culturas, el Museo de la Memoria, la sede de la Administración Provincial del Agua (APA), el Correo Oficial, el Nuevo Banco del Chaco S.A. y la sucursal Resistencia del Banco de la Nación Argentina.
El 5 de julio de 1998, la plaza fue abierta nuevamente luego de meses de trabajo de remodelación, limpieza y embellecimiento de esculturas y jardines.

## Concursos de esculturas
Desde 1988 hasta 2004, durante una semana del mes de julio se celebraba en esta plaza la Bienal de Esculturas, organizada por la Fundación Urunday y la Municipalidad de Resistencia, que a partir de 1997 cuenta con el apoyo de la Unesco. Era un concurso donde por cada emisión participaban diez artistas locales, nacionales e internacionales. Durante esa semana, la plaza recibía alrededor de 8.000 visitas diarias y alrededor de 25.000 personas asistían al acto de clausura. A partir de la edición 2006, el evento se realiza en el predio del Domo del Centenario, al lado del Paseo Costanero del río Negro. En los años que no se realiza la Bienal, un concurso local de escultores se realiza también en el mes de julio.